# 卢晓钟
卢晓钟（1948年1月—），男，汉族，重庆合川人，民生集团总裁，中华人民共和国政治人物，中国民主建国会中央委员会常务委员、重庆市委员会主任委员。第十一届全国政协委员。
系民生轮船公司（现民生集团的前身）的创办者卢作孚之孙。

## 生平
2008年，当选第十一届全国政协常务委员，代表中国民主建国会，分入第八组。。2009年8月，中华职业教育社第十次全国代表大会召开，他出任中华职业教育社第十届理事会常务理事。